# Reprezentacja Wielkiej Brytanii w koszykówce kobiet
Reprezentacja Wielkiej Brytanii w koszykówce kobiet – drużyna, która reprezentuje Wielką Brytanię w koszykówce kobiet. Za jej funkcjonowanie odpowiedzialny jest Brytyjski Związek Koszykówki.